# Романивка
Романивка (на украински: Романівка) е село в Южна Украйна, Подилски район на Одеска област. Основано е през 1961 година. Населението му е около 690 души.